# 科利斯尼基 (普里盧基區)
50°42′12″N 32°22′15″E / 50.70333°N 32.37083°E
科利斯尼基（烏克蘭語：Колісники）是位於烏克蘭北部切爾尼希夫州裏普里盧基區的村莊，始建於1700年，面積1.38平方公里，海拔高度150米，2001年人口273，人口密度每平方公里197.3人。